# Börsenäquivalenz
Börsenäquivalenz bezeichnet im europäischen Finanzmarktrecht die Anerkennung von Handelsplätzen in Drittstaaten als gleichwertig mit denen der Europäischen Union (EU). Sie ist eine regulatorische Voraussetzung dafür, dass EU-Wertpapierfirmen auf bestimmten Börsen außerhalb der EU handeln dürfen, ohne gegen europäisches Recht zu verstoßen.

## Rechtsgrundlage
Die Börsenäquivalenz ist im Rahmen der Europäischen Finanzmarktverordnung (Markets in Financial Instruments Regulation MiFIR) geregelt. Gemäß Artikel 23 MiFIR dürfen Wertpapierfirmen der EU Aktien nur an einer Börse handeln, die entweder innerhalb der EU zugelassen ist oder durch die Europäische Kommission als äquivalent anerkannt wurde.

## Schweiz und die Börsenäquivalenz
Die Schweiz war bis Ende 2018 vom Äquivalenzstatus der EU für ihre Börsen, insbesondere die SIX Swiss Exchange, umfasst. Im Juni 2019 ließ die Europäische Kommission die Äquivalenzentscheidung für die Schweiz auslaufen. Dies geschah vor dem Hintergrund der stagnierenden Verhandlungen über ein institutionelles Rahmenabkommen zwischen der Schweiz und der EU.
Als Reaktion darauf führte die Schweiz ein Schutzmechanismus ein, der es EU-Wertpapierfirmen nur noch erlaubt, Schweizer Aktien an der SIX zu handeln, sofern sie nicht gleichzeitig an einer EU-Börse kotiert sind. Dieser Schritt wurde von der Schweizer Regierung als Schutzmaßnahme bezeichnet, um die Liquidität des heimischen Aktienmarkts zu sichern.

## Auswirkungen
Die Nichtverlängerung der Börsenäquivalenz hatte weitreichende politische und wirtschaftliche Folgen:
- Schweizer Aktien wurden von EU-Handelsplattformen weitgehend ausgelistet.
- Die Liquidität der Schweizer Börse verlagerte sich stärker in Richtung Inland.
- Die Entscheidung belastete die bilateralen Beziehungen zwischen der EU und der Schweiz.[4]

## Aktuelle Entwicklungen
Seit 2019 wird regelmäßig über eine mögliche Wiederanerkennung der Schweizer Börsen durch die EU diskutiert, insbesondere im Rahmen der Normalisierung der bilateralen Beziehungen. Bis heute (Stand: 2025) wurde jedoch keine neue Äquivalenzentscheidung getroffen.